# 國立屏東高級中學
國立屏東高級中學（英語：National Pingtung Senior High School，PTHS），簡稱屏東高中、屏東中學、國立屏中、屏中，舊稱省屏中，為一所位於臺灣屏東縣屏東市的高級中等學校，創立於日治昭和13年（1938年）4月，前身為「高雄州立屏東中學校」。

## 校史
屏東高中創立於日治昭和13年（1938年）4月，原為一舊制中學校，初名「高雄州立屏東中學校」。創校之初，將「屏東尋常高等小學校」（今屏東縣屏東市中正國民小學）作為暫時校舍。昭和14年（1939年）3月，校舍竣成後，移轉至屏東市北町之現校址。至1945年前已有四期畢業生，共計323人，其中日本人居多，台灣人較少。

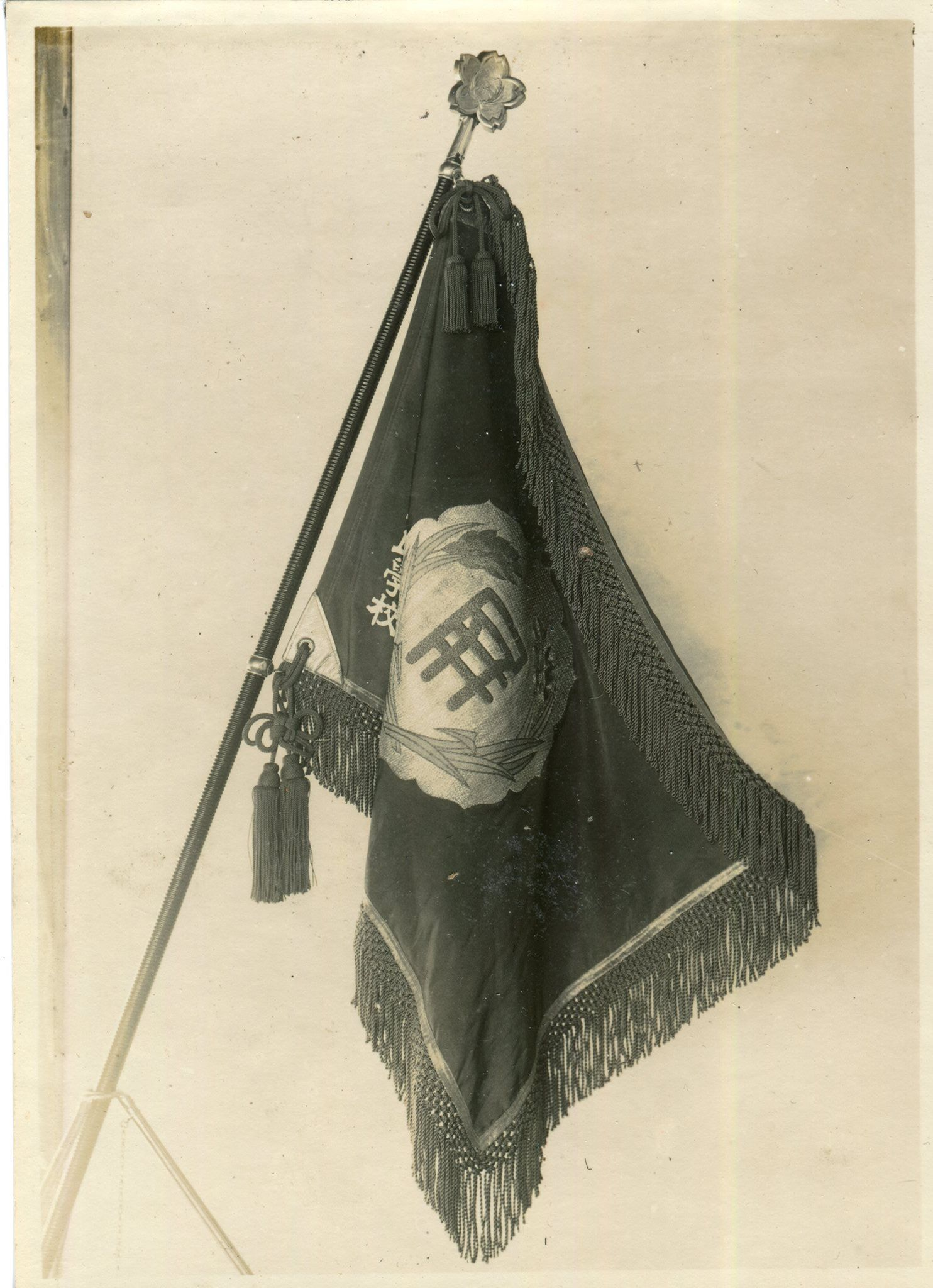
屏東中學校校旗

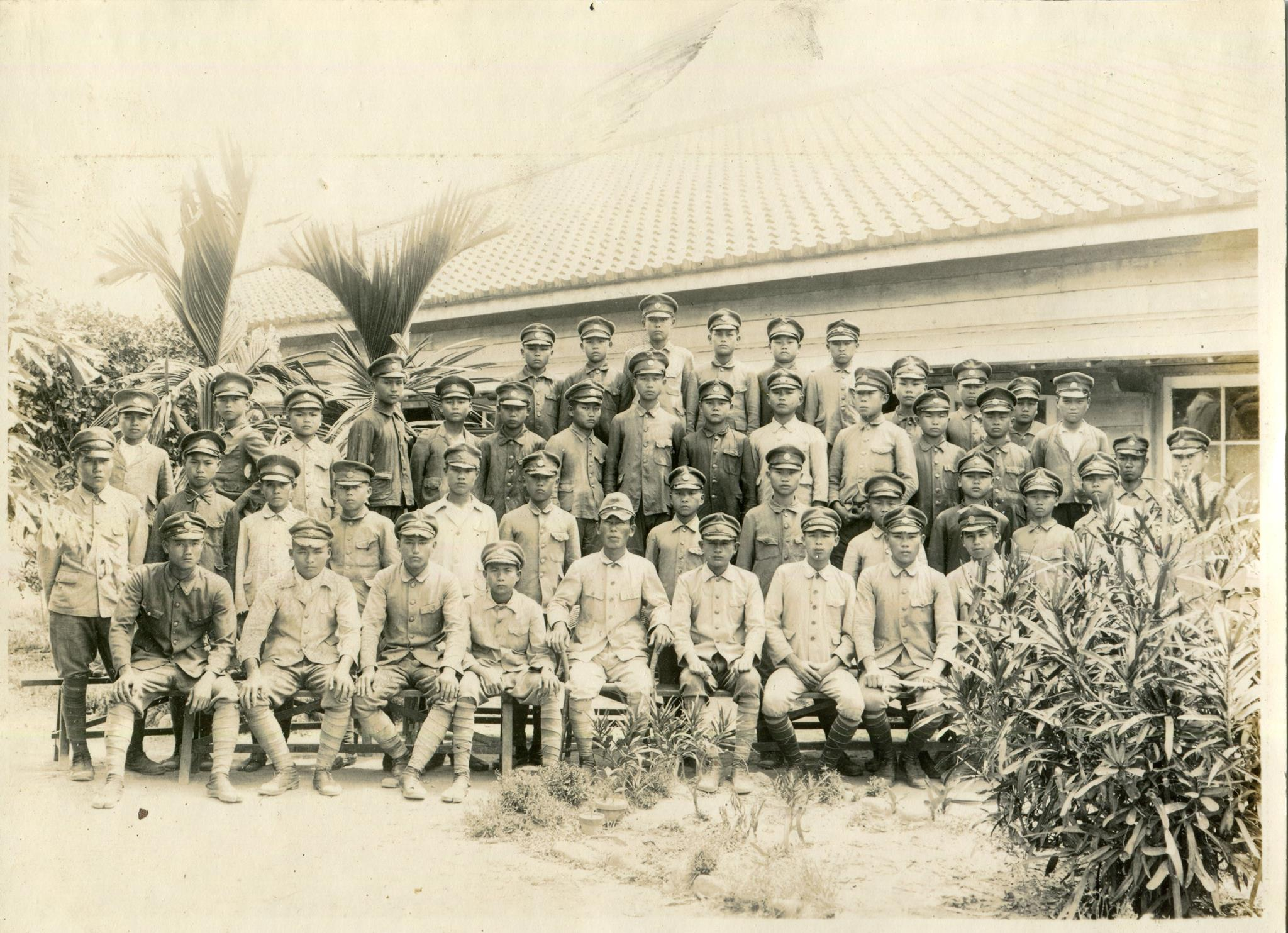
高雄州立屏東中學校學生合影

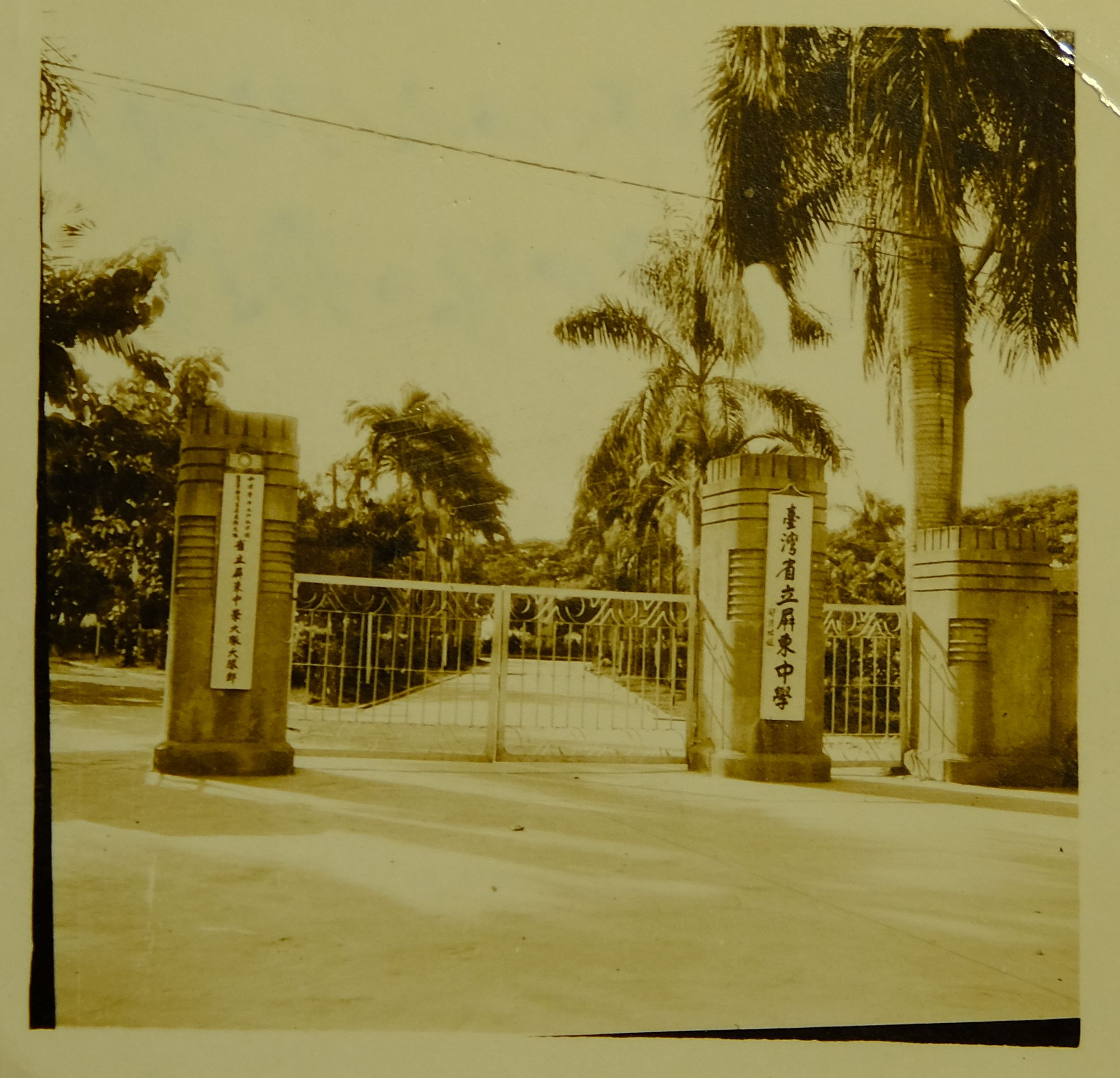
1960年，屏東高中校門

戰後改為六年制完全中學，並易名為「台灣省立屏東中學」。民國44年（1955年）7月至8月間設立溪洲分部，民國45年（1956年）3月該分部因溪洲鄉更名南州鄉而隨著更名為南州分部。民國57年（1968年）停招初中部（南州分部改為屏東縣立南州國民中學）。民國59年（1970年）初中部學生畢業後改名為「台灣省立屏東高級中學」。民國89年（2000年）2月1日因精省改隸屬教育部中部辦公室（今教育部國民及學前教育署），校名為「國立屏東高級中學」。

## 校長
| 就任順序  | 姓名       | 任期            |
| --------- | ---------- | --------------- |
| 1         | 廣瀨次彥   | 1938~1943       |
| 2         | 伊藤三男作 | 1943~1945       |
| 3（代理） | 李信福     | 1945.10~1946.01 |
| 4         | 鍾治同     | 1946.02~1949.07 |
| 5         | 吳敬基     | 1949.08~1951.02 |
| 6         | 胡秉正     | 1951.02~1953.02 |
| 7         | 辛仙樁     | 1953.02~1955.07 |
| 8         | 金樹榮     | 1955.08~1965.02 |
| 9         | 段茂廷     | 1965.02~1969.07 |
| 10        | 周封岐     | 1969.08~1973.03 |
| 11        | 卜冠東     | 1973.08~1984.02 |
| 12        | 蔡清祥     | 1984.02~1989.07 |
| 13        | 李啟源     | 1989.08~1999.07 |
| 14        | 林明和     | 1999.08~2003.07 |
| 15        | 李良末     | 2003.08~2010.07 |
| 16        | 陳長瑞     | 2010.08~2017.07 |
| 17        | 陳國祥     | 2017.08~2025.07 |
| 18        | 王玉輝     | 2025.08～       |

## 運動校隊

### 棒球隊
為近代台灣青棒強權之一的學校，共奪得高中聯賽亞軍二次、八強六次。

### 籃球隊
早期高中籃球聯賽南部傳統學校，共奪得高中聯賽冠軍四次亞軍三次、曾77學年度到90學年度連續14年都打進八強，目前19次打進全國八強。
| 學年度    | 級別 | 成績   |
| --------- | ---- | ------ |
| 77學年度  | 甲級 | 亞軍   |
| 78學年度  | 甲級 | 冠軍   |
| 79學年度  | 甲級 | 第三名 |
| 80學年度  | 甲級 | 第三名 |
| 81學年度  | 甲級 | 冠軍   |
| 82學年度  | 甲級 | 第四名 |
| 83學年度  | 甲級 | 第三名 |
| 84學年度  | 甲級 | 第四名 |
| 85學年度  | 甲級 | 冠軍   |
| 86學年度  | 甲級 | 亞軍   |
| 87學年度  | 甲級 | 冠軍   |
| 88學年度  | 甲級 | 第四名 |
| 89學年度  | 甲級 | 第四名 |
| 90學年度  | 甲級 | 第五名 |
| 93學年度  | 甲級 | 第八名 |
| 95學年度  | 甲級 | 第六名 |
| 96學年度  | 甲級 | 第八名 |
| 97學年度  | 甲級 | 第八名 |
| 102學年度 | 甲級 | 亞軍   |

## 外部連結
- 國立屏東高級中學 （页面存档备份，存于）（繁體中文）